# 加唐島
加唐島（かからしま）は、東松浦半島最北端の波戸岬から約4km北の玄界灘にある島である。佐賀県唐津市に属し、大字は唐津市鎮西町加唐島。2009年に『百済武寧王生誕の伝承』で「島の宝100景」に選出された。

## 地理
南北に細長い島で、島の北端のエヌヲノ鼻（北緯33度37分）は佐賀県の最北端である。西の約1km先には松島、東の約3km沖には小川島がある。

## 地質
約255万年前に噴火した単成火山によって形成されたと推定されており、島全域が粗面岩質の溶岩流によって構成されている。

## 概要
- 面積 - 約2.84km2
- 人口 - 114人（2021年11月現在） - 2005年国勢調査では208人。

島の南西部に加唐島漁港があり、民家が集中して学校や保育園もある。北東部には大泊漁港がある。
嘗て「イヌ」が島内にある八坂神社の怒りに触れたという言い伝えがあり、犬を飼うことはタブーとされており、犬が見つかった時には島内総出で犬狩りが行われたほどであった。だが、この真相については何一つわかっておらず、すべて謎のままとなっている。

## 歴史
北部九州各地に多くみられる神功皇后に関する伝承が残る地の一つで、懐妊していた神功皇后が島で着帯の式をあげたというものがある。島の西岸には「オビヤの浦」という地名があり、この「オビヤ」は「帯祝い」が訛ったものされている。
日本書紀などに、百済が日本に派遣した使者団に武寧王の母親がいて、立ち寄った加唐島で産んだと記されており、百済の武寧王が生誕した島として知られている。
対馬の宗氏が江戸への参勤交代の航海中、暴風雨で遭難し瀬に漂着しているのを島民が発見した。風雨怒涛の中に舟を出し殿様を助けることができた。宗氏は島民に刀や感謝状を贈り、宗の姓を名のることを許した。その瀬は対馬瀬と呼ばれている。

### 2000年代以降
漁業が主な産業だったが、燃油費の高騰や魚価の低下により漁業が衰退し、人口は減少し、高齢化が進んでいる。
また、イノシシの増加も問題となっており、農作物が食い荒らされるほか、イノシシがエサを探すために土を掘り起こした結果土砂崩れや落石につながるといった被害も起きている。元々加唐島にはイノシシはいなかったが、2000年ごろに本土から泳いで渡ってきたイノシシが繁殖した結果、イノシシの数は300頭以上に膨れ上がっている。
高齢化により島民自身による駆除が困難になっている他、観光客や釣り人への配慮から猟銃による駆除ができず「箱わな」しか使えないため、イノシシの増加が進んでいる。

## 産業
一本釣り漁業が主産業。ほか、日本書紀にも「椿の島」と記されるほど島中に自生するヤブツバキを加工したツバキ油を、化粧品原料として出荷している。

## 交通
唐津市の呼子港（旧：呼子町）から定期船（加唐島汽船）が就航している。1日4往復、所要時間は約20分。

## 施設

### 教育
- 唐津市立加唐小中学校